# Phelsuma klemmeri
Phelsuma klemmeri är en ödleart som beskrevs av  Seipp 1991. Phelsuma klemmeri ingår i släktet Phelsuma och familjen geckoödlor. IUCN kategoriserar arten globalt som starkt hotad. Inga underarter finns listade i Catalogue of Life.